# Peter Raedts
P.G.J.M. (Peter) Raedts (Heerlen, 1 november 1948 – Utrecht, 27 februari 2021) was een Nederlands historicus.

## Biografie
Raedts werd als enig kind geboren in een welgestelde en katholieke mijningenieursfamilie. In de vijfde klas van het gymnasium besloot hij priester te worden.
Raedts studeerde middeleeuwse geschiedenis en middeleeuwse filosofie aan de Universiteit Utrecht en vervolgens theologie in Amsterdam. In 1984 promoveerde hij aan de Universiteit van Oxford op een proefschrift over de dertiende-eeuwse Engelse theoloog Richard Rufus van Cornwall. Dit onder de bekende mediëvist sir Richard Southern.
Van 1983 tot 1997 was Raedts docent Kerkgeschiedenis der Middeleeuwen en Reformatie in Utrecht en daarna in Leiden. In 1994 werd hij benoemd tot gewoon hoogleraar Middeleeuwse Geschiedenis aan de Katholieke Universiteit Nijmegen. Zijn specialismen zijn de historiografie van en over de Middeleeuwen, de middeleeuwse theologie en de pausen uit de Middeleeuwen. In het najaar van 2013 nam Raedts afscheid van de Radboud Universiteit. Op 20 december van dat jaar sprak hij zijn afscheidscollege annex afscheidsrede uit, getiteld: De uitvinding van de rooms-katholieke kerk.
Lange tijd was Raedts een devoot en naar eigen zeggen "zeer conservatief" katholiek. Na de priesteropleiding (1966-1968) was hij ruim dertig jaar jezuïet. Op jonge leeftijd al maakte hij kennis met de eeuwenoude katholieke traditie, toen zijn vader hem tijdens een mis in de Dom van Aken vertelde dat het er precies zo aan toe ging als in de tijd van Karel de Grote, met dezelfde handelingen en gezangen, en in dezelfde taal. Deze continuïteit in de liturgie maakte diepe indruk op Raedts. Eind jaren negentig trad Raedts uit de Jezuïetenorde omdat hij steeds meer moeite kreeg met de moraal, de dogma’s van de kerk, maar hij bleef wel katholiek. Na zijn pensionering gaf hij onder meer gastcolleges. Bovendien was hij een vraagbaak voor het Museum Catharijneconvent voor religieuze kunst.
Hij overleed op 27 februari 2021 aan de gevolgen van een val.

## De ontdekking van de Middeleeuwen
In 2011 verscheen bij uitgeverij Wereldbibliotheek Raedts' boek De ontdekking van de Middeleeuwen: Geschiedenis van een illusie. Dit werk heeft niet de Middeleeuwen als onderwerp, maar de manier waarop men zich in later tijden rekenschap heeft gegeven van het middeleeuws verleden. Raedts laat zien dat ons beeld van de Middeleeuwen onderhevig is aan eeuwenlange mythevorming en 'constructie' door zulke uiteenlopende denkers als Petrarca, Rousseau en Herder. Er wordt uitgelegd welke rol het middeleeuws verleden speelde in de beeldvorming en geschiedschrijving in Duitsland, Frankrijk, Groot-Brittannië en Nederland, en hoe het komt dat laatstgenoemde hierin een uitzondering is.
Raedts ziet de middeleeuwen het liefst als de periode van 1000 tot 1800. Dit in tegenstelling tot de traditionele opvatting van het onderwijs die de middeleeuwen ziet als de periode van 500 tot 1500. Hij baseert zich op de driedeling oud, midden, nieuw, omdat deze driedeling diep verankerd ligt in ons historisch bewustzijn.
De ontdekking van de Middeleeuwen werd in 2011 genomineerd voor de Libris Geschiedenis Prijs. Op 26 februari 2012 was Raedts te gast in het televisieprogramma Boeken voor een bespreking van De ontdekking van de Middeleeuwen.

## Publicaties (selectie)
- 'The Children's Crusade of 1212', artikel in: Journal of Medieval History 3 (1977), 279-324.
- Richard Rufus of Cornwall and the Tradition of Oxford Theology, Oxford 1987 (proefschrift).
- 'The medieval city as a holy place', in: Charles Caspers and Marc Schneiders (eds.), Omnes circumadstantes (Kampen 1990) 144-154.
- 'Ter verdediging van kerk en vaderland, Het middeleeuwse verleden tussen Renaissance en Verlichting', artikel in: Tijdschrift voor Geschiedenis 115 (2002) 356-382
- 'Representations of the Middle Ages in Enlightenment Historiography', artikel in: The medieval history journal 5 (2002) 1-20.
- ‘Ordering the medieval past: England and the continent compared’, artikel in: Communio Viatorum 46 (2004) 168-191.
- ‘Scholasticism’, in: E.A. Livingstone (ed), The Oxford Dictionary of the Christian Church (derde druk; Oxford 2005) 1476-1479.
- De ontdekking van de Middeleeuwen: Geschiedenis van een illusie, Amsterdam 2011.
- De uitvinding van de rooms-katholieke kerk, Amsterdam 2013.

## Over Raedts
- Mayke de Jong: 'Levensbericht Petrus Johannes Gerardus Maria (Peter) Raedts'. In: Jaarboek van de Maatschappij der Nederlandse Letterkunde, 2021-2022, pag. 211-221